# Castello Visconteo (Locarno)
Das Castello Visconteo ist eine Niederungsburg in Locarno im Schweizer Kanton Tessin. Sie liegt auf 205 m ü. M. auf felsigem Untergrund am Westrand der Altstadt.
Das Castello und das städtische Museo civico e archeologico mit seiner archäologischen Sammlung  in der Burg sind jeweils Kulturgüter von nationaler Bedeutung.

## Geschichte
Eine erste Burg bestand möglicherweise schon 866; damals schenkte Kaiser Ludwig II. die «corte regia» (den königlichen Hof) von Locarno seiner Ehefrau Engelberga. In der Auseinandersetzung von Ghibellinen und Guelfen wurde die Burg 1260 von den Ghibellinen erobert und zerstört. Zu dieser Zeit diente sie als Wohnsitz der «Capitanei di Locarno», den Orelli, die auf die kaisertreue Seite wechselten. 1342 nahmen die Visconti aus Mailand die Burg von der Land- und Seeseite ein. Unter deren Herrschaft (1342–1439) wurde die Anlage durch massive Mauern verstärkt und diente als Bollwerk für das gesamte obere Verbano-Becken. Von den Rusca, die die Stadt und die Burg 1439 als Lehen erhielten, wurde die Burg wiederholt ausgebaut. Sie bekam schliesslich das Aussehen eines «fürstlichen Schlosses». Da die Visconti und die Sforza jedoch den Rusca zunehmend misstrauten, installierten sie einen Kastellan in der «Rocca», dem älteren Teil der Burg. Eine Besatzung von 200 Mann wurden gegen Ende des 15. Jahrhunderts als nicht ausreichend für die Verteidigung der Burg betrachtet. Die Rusca bewohnten weiterhin den repräsentativen Palazzo.
1499 wurde die Anlage von französischen Truppen besetzt. Grundlage für ein zwischen 1499 und 1512 erbautes Bollwerk im Nordosten der Anlage könnte ein Entwurf von Leonardo da Vinci sein. 1513 kam die Burg vorläufig und 1516 im Ewigen Frieden auch vertraglich in den Besitz der Schweizer. Von 1513 bis 1798 diente die Burg als Sitz der eidgenössischen Landvögte. 1531–1532 wurden grosse Teile der Befestigungen geschleift, da der Unterhalt als zu aufwendig betrachtet wurde. Erhalten geblieben sind im Wesentlichen ausser dem genannten Bollwerk ein Teil der Wehrgangs sowie zwei im rechten Winkel zueinander stehende Wohnflügel. Der befestigte Hafen unmittelbar vor der Burg musste 1485 und 1486 ausgeschürft werden, er verlandete jedoch weiterhin und wurde 1535 endgültig aufgegeben beziehungsweise an den Ostrand der Stadt verlegt.
1803 wurde der Palazzo Verwaltungsgebäude des neu gegründeten Kantons Tessin; später wurden im Schloss Privatwohnungen eingerichtet. 1921 kam es in den Besitz der Stadt, worauf es unter der Leitung des Kunstmalers Edoardo Berta von 1921 bis 1928 «im Geist des Neumittelalters und der Neorenaissance» umfassend renoviert wurde. Dabei handelte es sich teils um Freilegung der mittelalterlichen Stuckarbeiten und des Mauerwerks aus dem 15. Jahrhundert, teils um Rekonstruktion nach historischen Ansichten, wobei «aus heutiger Sicht eine der grössten Qualitäten dieser Restaurierung darin besteht, dass sie uns ein Castello hinterlassen hat, das noch immer in der Lage ist, seine Geschichte in seiner eigenen Sprache zu erzählen». Anschliessend bezog das Museum für Geschichte und Archäologie Räume in der Burg. Im September 2017 wurde ein neuer Abschnitt der Dauerausstellung eröffnet, der die Bedeutung der Stadt für die Reformation und die Ernennung Locarnos zur «Reformationsstadt Europas» würdigt.

## Bauwerk

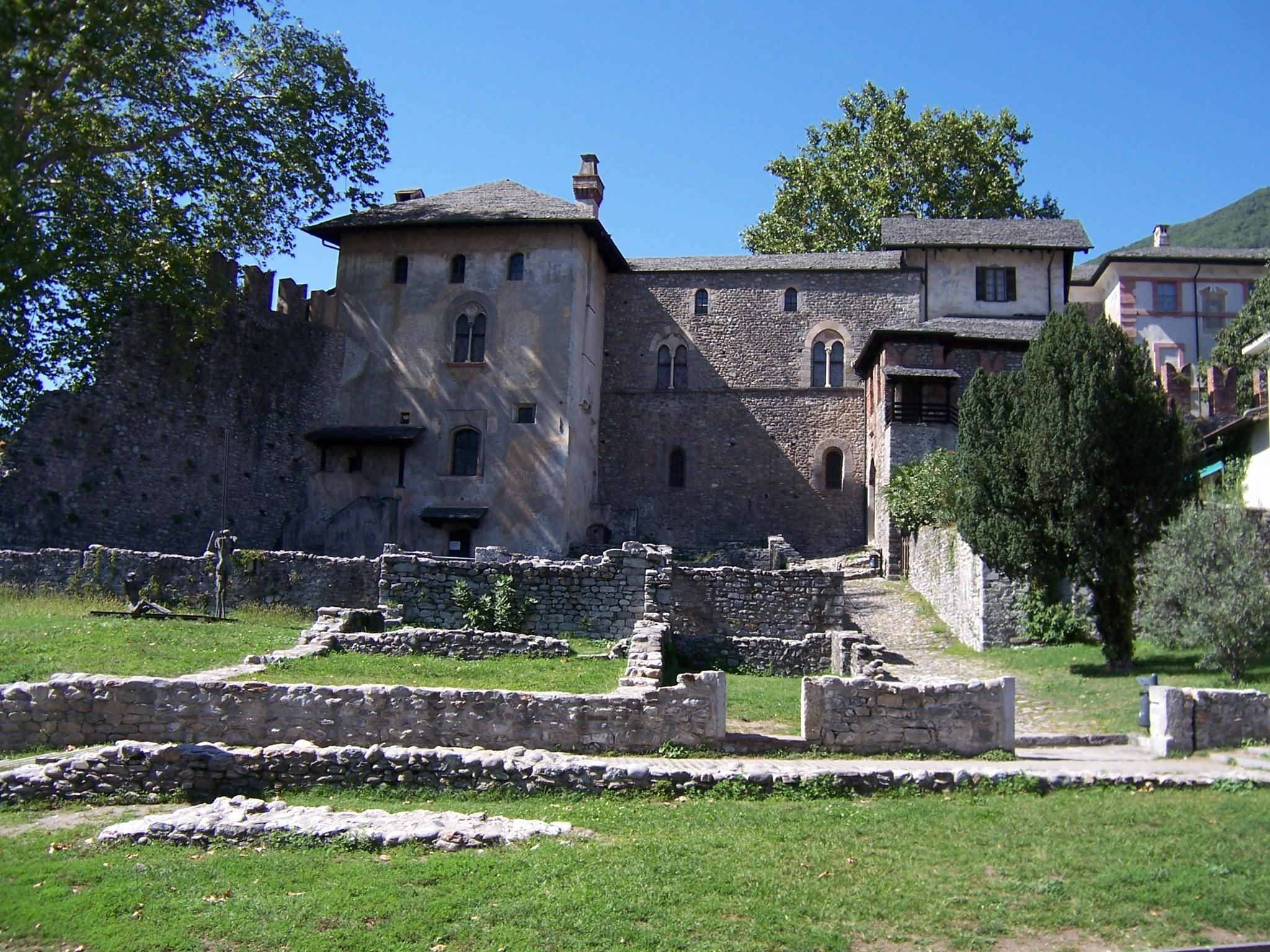
Ostseite der Burg mit dem Palazzo und Mauerresten

Die heute erhaltenen Bauten machen nur etwa den fünften Teil der ehemaligen Gesamtanlage aus. Ihr Aussehen geht auf eine rekonstruierende Renovation von 1921 bis 1928 zurück.
Im Jahr 1990 wurde die Burganlage von den Losoner Architekten Giorgio und Michele Tognola restauriert.
An der Südseite sind Wehranlagen, die Mauer mit einem Wehrgang aus der Zeit der Visconti und der runde Eckturm im Südwesten erhalten. Charakteristisch in diesem Bereich sind die Schwalbenschwanzzinnen, Maschikuli und Schiessscharten; vor den Anlagen befindet sich ein erhaltenes Stück des Burggrabens.
Der Schlosshof wird im Westen und Süden von zwei Palazzi im Stil der Renaissance, im Osten vom mächtigen Sockel eines Turmes (auf dem im späten 16. Jahrhundert der Herrschaftsbau der Casorella errichtet wurde) und bergseits von Resten des Wehrgangs begrenzt. Von den beiden Wohnflügeln wurde einer wahrscheinlich von Graf Franchino Rusca errichtet; der andere ist ein von Giovanni Rusca erweitertes älteres Gebäude.
Nach Osten öffnet sich die Burg heute zum einstigen Hafen; die Mauern der früher hier stehenden Gebäude wurden abgetragen, doch sieht man noch einige konservierte Grundmauern. Das Gelände des mittelalterlichen Hafens ist heute mit einer wichtigen Ausfallstrasse überbaut; in der Fussgängerunterführung sind einige Reste sichtbar, die auf das 13. bis 15. Jahrhundert zurückgehen.
Die da Vinci zugeschriebene «Rivellino»-Bastion an der Nordostecke befindet sich in Privatbesitz, Erwerbsabsichten seitens der Stadt scheiterten im Jahr 2010.

## Museum

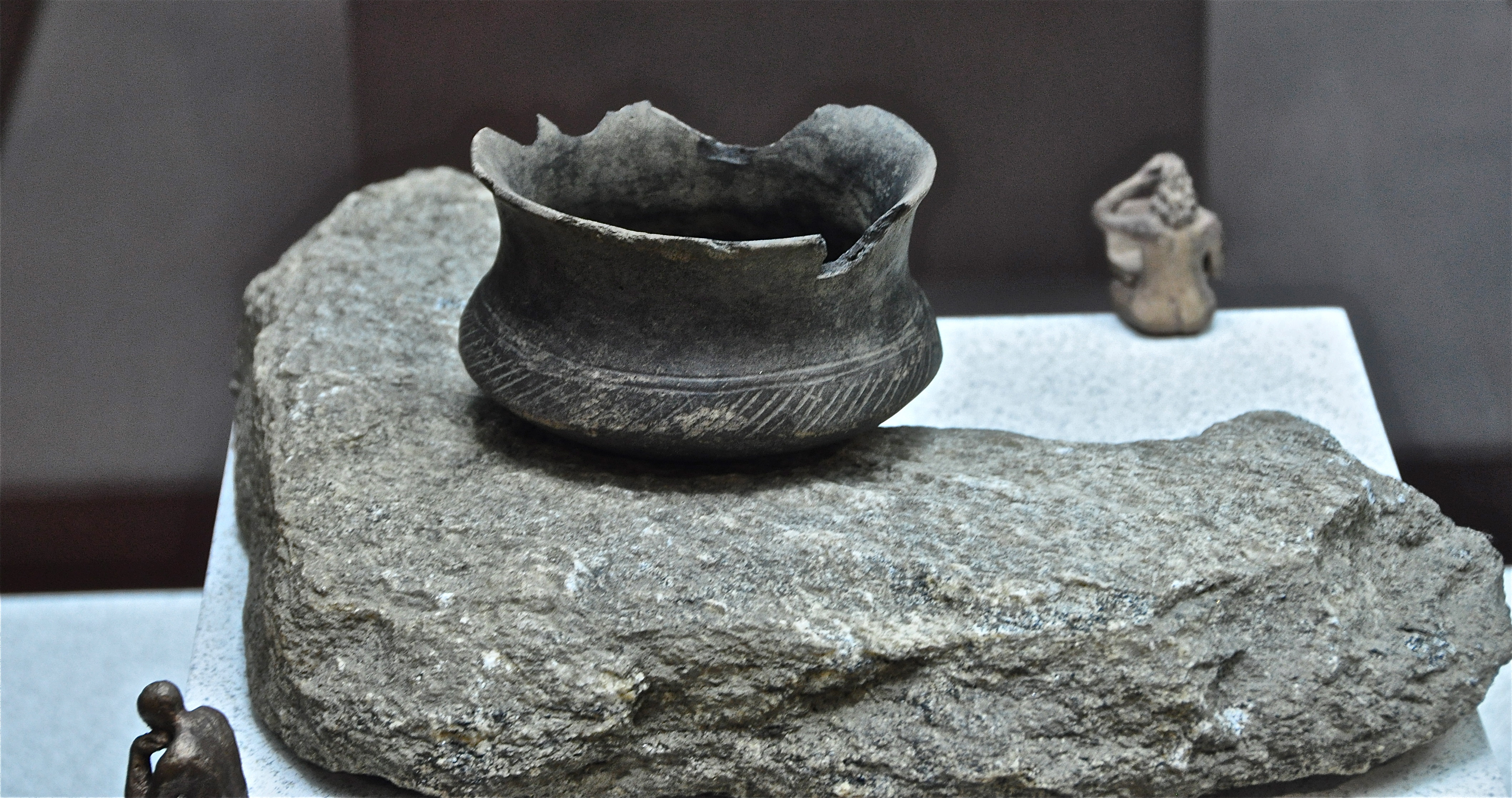
Ausstellungsstück aus der Bronzezeit

Das archäologische Museum ist für seine bedeutende Sammlung von römischem Glas bekannt; ergänzt wird sie durch weitere Ausstellungsstücke aus der Römer- und der Bronzezeit. Die Sammlung hat als Kulturgut den gleichen Rang wie die beherbergende Burg. Zwei weitere Abschnitte sind der Friedenskonferenz von 1925 und den Verträgen von Locarno sowie der Reformation gewidmet.
Das Museum ist von November bis März geschlossen und nicht barrierefrei. Es soll erweitert oder umgebaut werden.